# ییرژی هولچک
ییرژی هولچک (چکی: Jiří Holeček؛ زادهٔ ۱۸ مارس ۱۹۴۴) بازیکن هاکی روی یخ اهل چکسلواکی بود.